# Gonia turgida
Gonia turgida là một loài ruồi trong họ Tachinidae.